# Grenddy Perozo
Grenddy Adrian Perozo (Maracaibo, Venezuela, 28 de Fevereiro de 1986) é um jogador de futebol  venezuelano. Sua equipe atual e o Atlético CP de Portugal.

## Carreira
Perozo fez parte do elenco da Seleção Venezuelana de Futebol da Copa América de 2011 e 2015.